# Alphonse Desjardins (bankman)

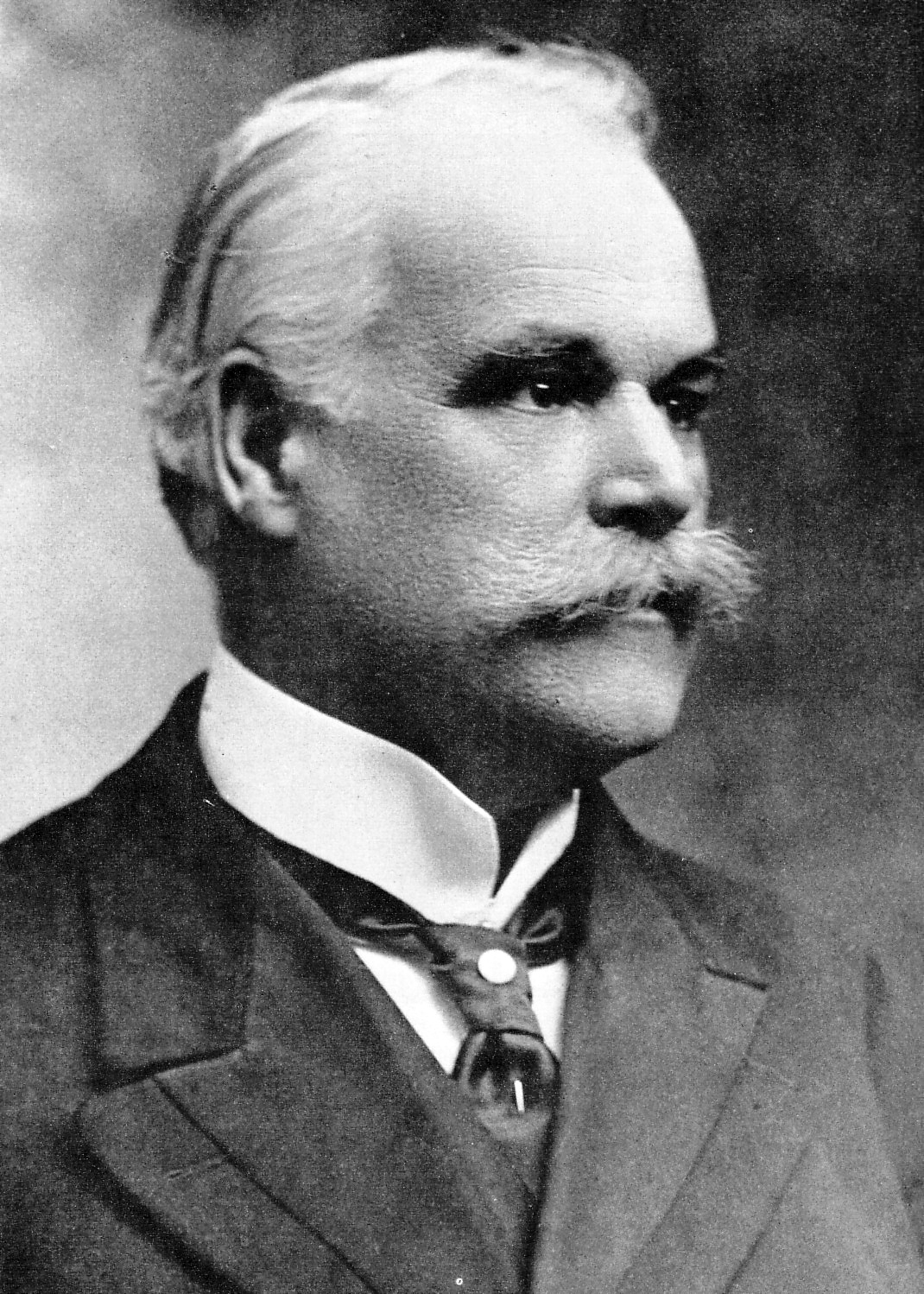
Alphonse Desjardins år 1913.

Alphonse Desjardins, född 5 november 1854 i Lévis, död 19 april 1920 i Lévis, grundade tillsammans med sin hustru Dorimène en kooperativ kreditkasserörelse som utvecklats till Kanadas största kooperativa sparbanksrörelse med förgreningar även i USA.

## Biografi
Paret Desjardins bodde i Lévis, Quebec. Han var journalist och fransk stenograf vid kanadensiska parlamentets underhus, medan hon skötte barnen, hemmet och ekonomi för både familj och sparkasserörelsen under makens långa perioder på arbetet i Ottawa.
Under slutet av 1800-talet var låntagare i första hand hänvisade till privata långivare, ofta mot ockerhöga räntor. Under 1890-talets sista år kontaktade Desjardins kooperativa kreditkasserörelser i Europa för att få del av deras erfarenheter för att kunna starta motsvarande verksamheter i Kanada. Kring årsskiftet 1900/1901 startade de en kooperativ kreditkasseverksamhet i hemmet. Den expanderade snabbt från de 12 insättarnas totala C$26,40 i insättning öppningsdagen den 23 januari 1901 till närmare C$40 000 år 1906. År 1920, då Alphonse avled fanns 219 kreditkasserörelser knutna till Desjardins inklusive 23 i Ontario och 9 i fransk-kanadensiska bygder i New England.
År 2016 är det en kooperativ sparbanksrörelse med fler än 7 miljoner medlemmar fördelat på 335 kreditkassor framförallt i Quebec och Ontario med ett kapital på närmare C$250 miljarder och en vinst efter skatt på närmare C$2 miljarder.